# 迪尼什·迪亚士
迪尼什·迪亚士（葡萄牙語：Dinis Dias）是一位15世纪的葡萄牙航海家和探险家。
他的成就主要集中于在非洲大陆西岸的探险活动。1442年，他受葡萄牙国王阿方索五世之命参加了努诺·特里斯唐船队对阿尔金湾的发现。
1444年，他创下连续航行800公里的当时最远航行记录，从布朗角到达非洲大陆最西端的海角，迪尼斯·迪亚士将其命名为“佛得角”（意译为“绿角”，因为当地植被十分茂盛）。迪尼什·迪亚士并未发现佛得角群岛，仅发现了佛得角海角。
1445年，他还和航海家、殖民者兰萨罗特·德拉古什合作，在非洲西海岸进行殖民开拓活动。
迪尼什的父亲若昂·迪亚士也是一名活跃在非洲大陆西海岸的航海家。而其子巴尔托洛梅乌·迪亚士更为著名，他为葡萄牙发现了非洲最南端的好望角，为开辟新航线做出了重要贡献。